# ニッダ川

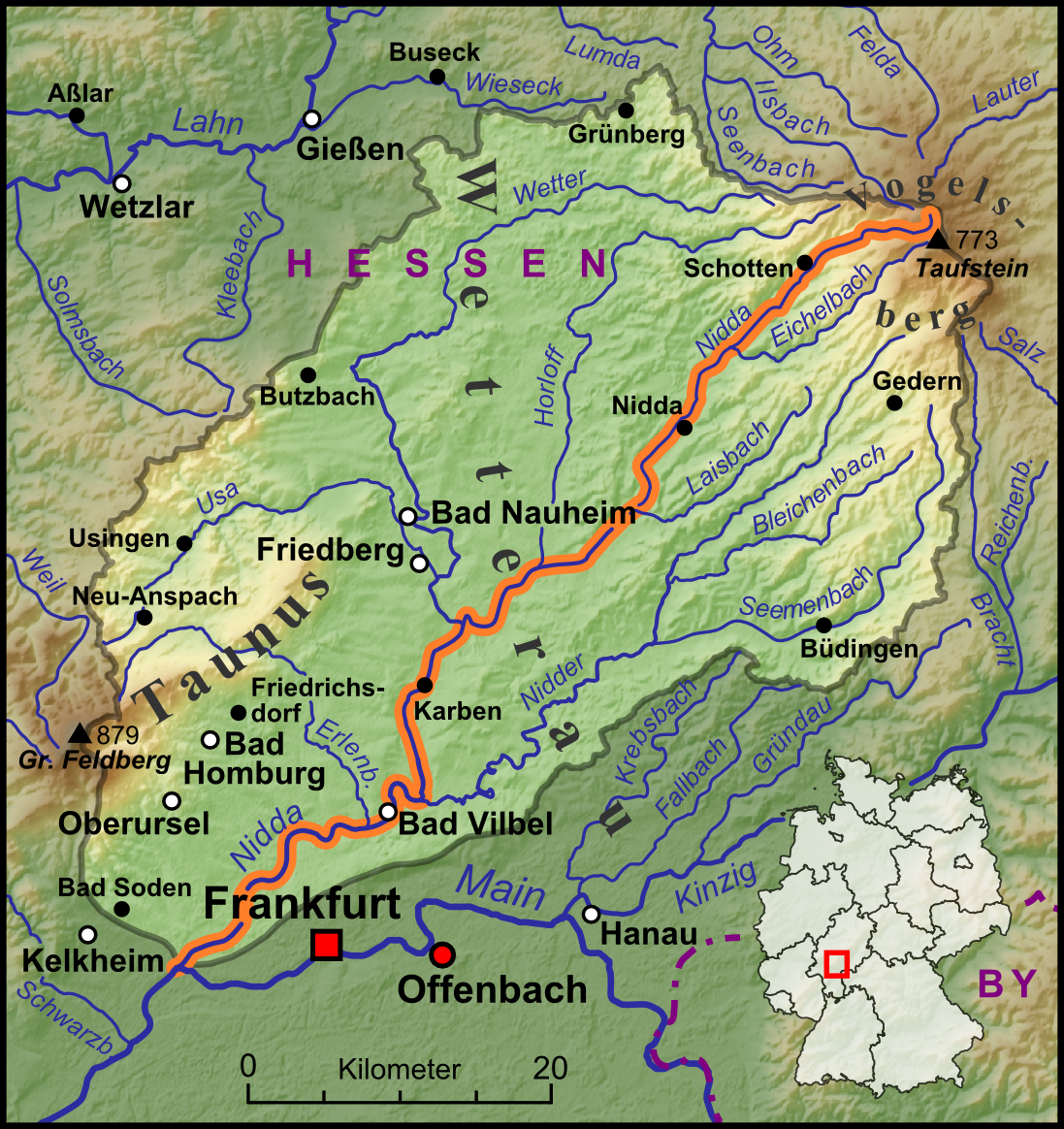
流路

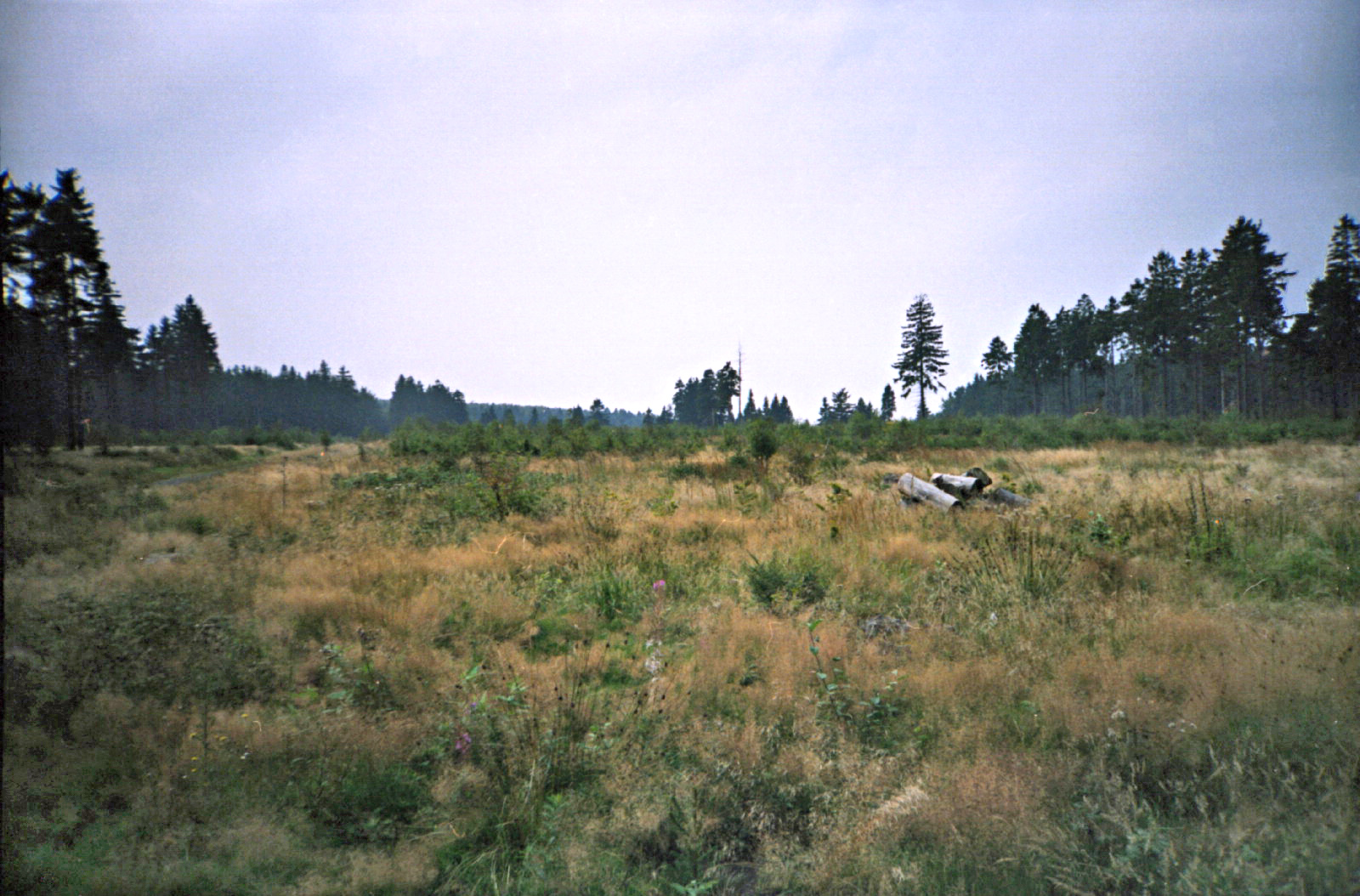
ニッダ川水源の高層湿原

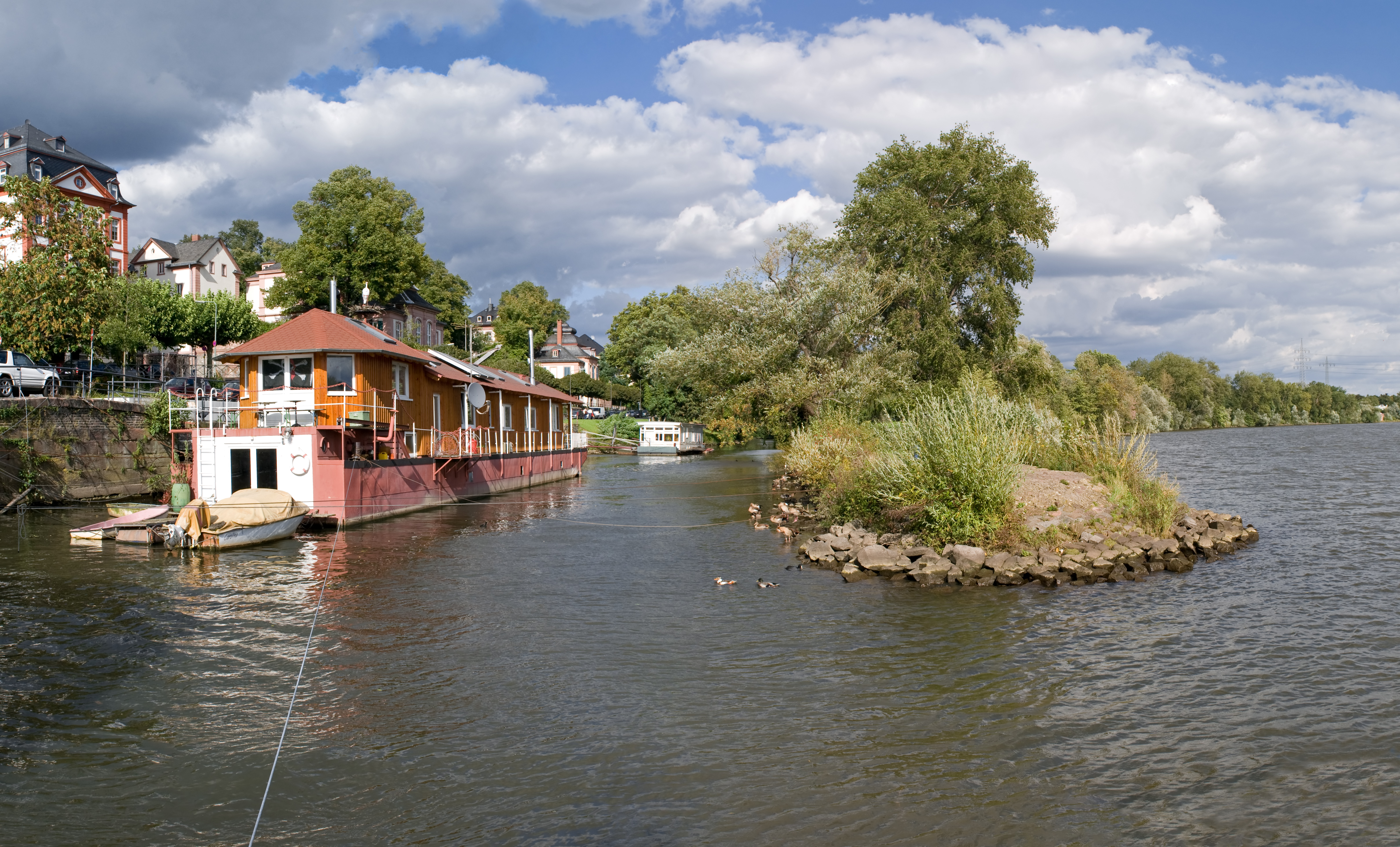
河口付近

ニッダ川（ニッダがわ、Nidda）は、ドイツ、ヘッセン州を流れる川である。フォーゲルスベルク山地に源を発し南西へ流れ、フランクフルト・アム・マインでマイン川に合流する。

## 流路

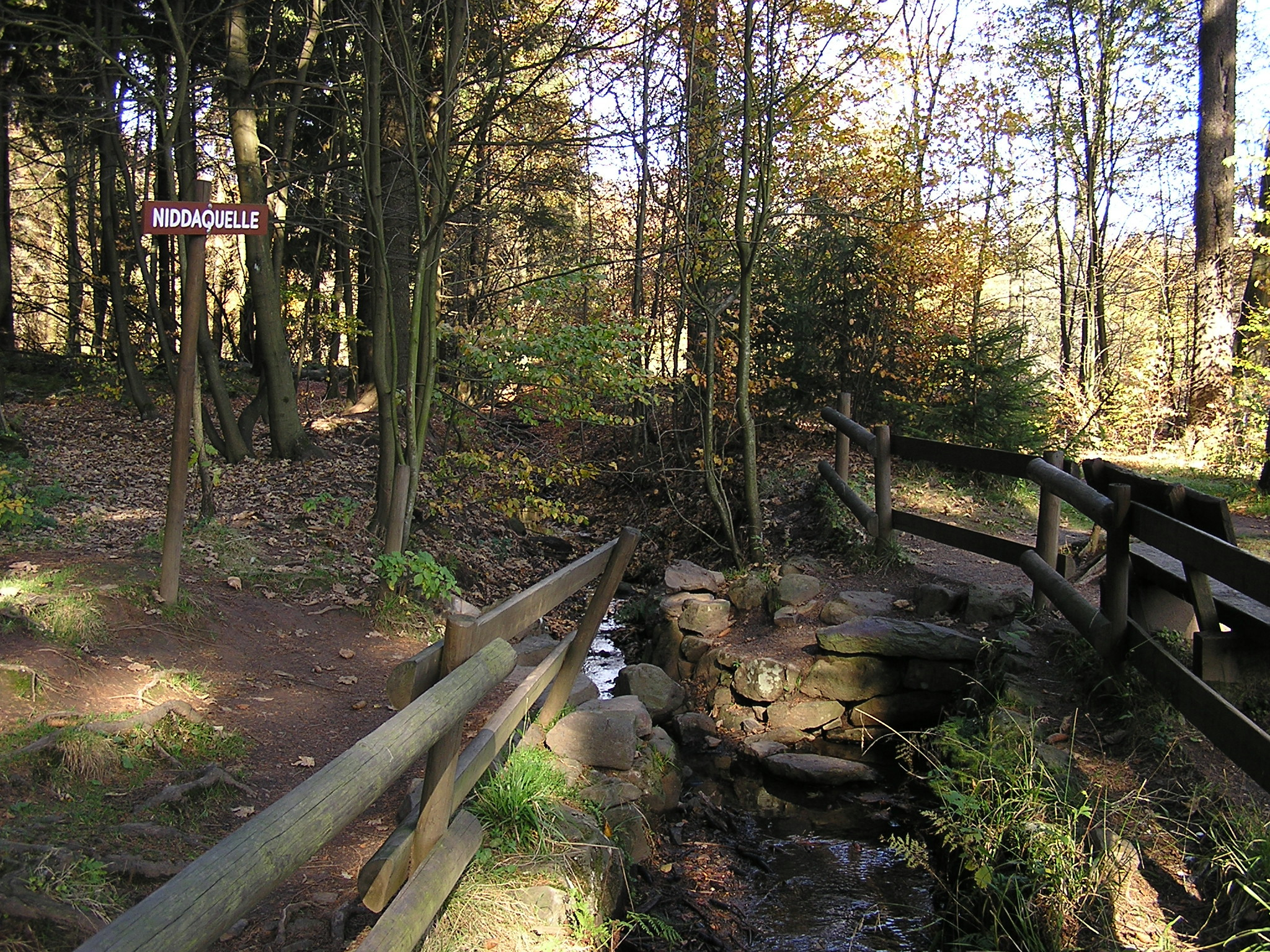
水源

高層湿原に位置する。ショッテンの町を過ぎたあと、川はニッダシュタウ湖に達する。次いで、同名の町ニッダへ至る。この町では、ニッダ渓谷にヴェッター川が流れ込みヴェッターラウと呼ばれる地形を持つフリートベルク地区を流れてゆく。さらに下流にはカルベン、そしてニッダー川が流れ込んでくるバート・フィルベルがある。バート・フィルベルを過ぎるとエーレンバッハ川が合流する。ハールハイム地区からフランクフルト市街に入り、水源から98kmの地点、ヘヒスト地区の「ヴェールトシュピツェ」と呼ばれる場所でマイン川に合流する。

## 支流
ニッダ川には多くの小川や小さなせせらぎが流れ込んでくる。下流より記載。「*」表記は左岸支流を示す。
- ズルツバッハ (Sulzbach)
- ヴェスターバッハ (Westerbach)
- シュタインバッハ (Steinbach)
- ウルゼルバッハ (Urselbach)
- カルバッハ (Kalbach)
- エシュバッハ (Eschbach)
- エーレンバッハ (Erlenbach)
- ランドグラーベン (Landgraben)*
- ニッダー (Nidder)*
- ヴァインバッハ (Weinbach)
- ロスバッハ (Rosbach) - 下るにつれガンスバッハ (Gansbach)、河口付近ではアウバッハ (Aubach)と名前を変える。
- ヴェッター (Wetter)
- ホールロフ (Horloff)
- アイヒェルバッハ (Eichelbach)*

## 治水
多くの蛇行があったニッダ川の水路は、20世紀に26年かけて洪水の危険を軽減するために、流路を直線的に、河床は深くなるように改修された。これによって川の全長は元のほぼ半分近くまで短縮された。だが、1993年以降、ニッダ川は徐々に自然の流れに戻されつつある。